# Misfire
Misfire—en español «Fallar»— es una canción del grupo musical Queen escrita por John Deacon para el álbum Sheer Heart Attack, el primero en ser famoso para la banda y que le dio gran prestigio en 1974.
Como curiosidad, se dice que la letra tiene un doble sentido, por lo que algunos han llegado a decir que la canción trata de una mujer que está teniendo relaciones con su amante. 
Prueba de esto son frases como “Don’t you misfire, fill me up” (No falles, lléname toda), “ Your gun is loaded, pointing on my way, there’s only one bullet, so don’t delay” (Tu pistola me está apuntando, sólo hay una bala, así que no te tardes)
Esta canción juega con ritmos caribeños y el reggae, demostrando el amplio espectro de diversidad musical del cuarteto inglés.
Es la primera canción que escribió John Deacon en Queen. Es una melodía acústica con una gran juego de voces de Freddie Mercury, y un ingenioso uso de los toms agudos por parte de Roger Taylor. La canción es de muy corta duración (1:49 min.) y se funde en la siguiente.

## Instrumentación
- Freddie Mercury: voz.
- Brian May: guitarra eléctrica.
- Roger Taylor: batería.
- John Deacon: bajo, acústica y guitarra eléctrica.